# Heart to Heart-ハート・トゥーハート-
『Heart to Heart-ハート・トゥーハート-』(하트 투 하트)は、韓国のテレビドラマ。2015年にtvNで放送。
注目を浴びるのが怖い対人恐怖症の女性チェ・ガンヒ扮するチャ・ホンドと、注目を浴びたくて仕方がない精神科医チョン・ジョンミョン扮するコ・イソクの癒し系ラブコメディ。

## 登場人物
- チャ・ホンド：チェ・ガンヒ

家政婦、個人タイピスト、対人恐怖症
- コ・イソク：チョン・ジョンミョン

精神科医
- チャン・ドゥス：イ・ジェユン

刑事
- コ・セロ：アン・ソヒ

コ・イソクの妹、女優志望
- コ・サンキュ：チュ・ヒョン

チュエル自転車会長、コ・イソクの祖父
- コ・ジェウン：オム・ヒョソプ

コ・イソクの父
- ファン・ムンソン：チン・ヒギョン

コ・イソクの母

## スタッフ
- 演出：イ・ユンジョン
- 脚本：イ・ジョンア、コ・ソニ
- 撮影：キム・ギテ、イ・サンミン
- 音楽：ティアライナー
- 制作：Chorokbaem Media, MEGA MONSTER